# Якобс, Марко
Марко Якобс (нем. Marco Jakobs, 30 мая 1974, Унна, Северный Рейн — Вестфалия) — немецкий легкоатлет и бобслеист, разгоняющий, выступавший за сборную Германии в 1990-е годы. Олимпийский чемпион Нагано, чемпион мира и Европы.

## Биография
Марко Якобс родился 30 мая 1974 года в  городе Унна, Северный Рейн — Вестфалия, где провёл всё детство. С юных лет полюбил спорт, занимался лёгкой атлетикой, позже на профессиональном уровне начал выступать в метании диска. Показывал в этой дисциплине неплохие результаты, победил на юношеском чемпионате Европы, одержал несколько побед на разных национальных первенствах. В бобслей попал случайно, после того как в Западной Германии прошли традиционные смотры легкоатлетов на способность к толканию. Тренеры сразу же заметили высокую скорость и силу Якобса, поэтому решили взять его в сборную команду по бобслею. С тех пор спортсмен на протяжении нескольких лет состоял в четвёрке пилота Кристофа Лангена.
Конец 1990-х оказался наиболее ярким и успешным в жизни Марко Якобса. В 1998 году он поехал защищать честь страны на Олимпийские игры в Нагано и со своим четырёхместным экипажем, куда кроме Лангена вошли Маркус Циммерман и Олаф Хампель, завоевал золотую медаль. Он также попробовал себя в программе двухместных бобов, разгоняя малоизвестного пилота Дирка Визе, но приехал лишь одиннадцатым. В 2001 году Якобс выиграл в двойках на чемпионате мира в швейцарском Санкт-Морице, в 2003-м — стал чемпионом Европы, тоже в двойках.
Однако из-за проблем со спиной Якобс вынужден был уйти из большого спорта, практически на пике своей карьеры. Ещё во время занятий бобслеем он окончил Кёльнский спортивный институт, поэтому в период 2003—2006 работал терапевтом и тренером в разных спортивных организациях. Позже начал в Кёльне собственный бизнес, открыл сеть магазинов по продаже лекарственных средств и различных стимуляторов для тренировок.